# طاقم أرضي

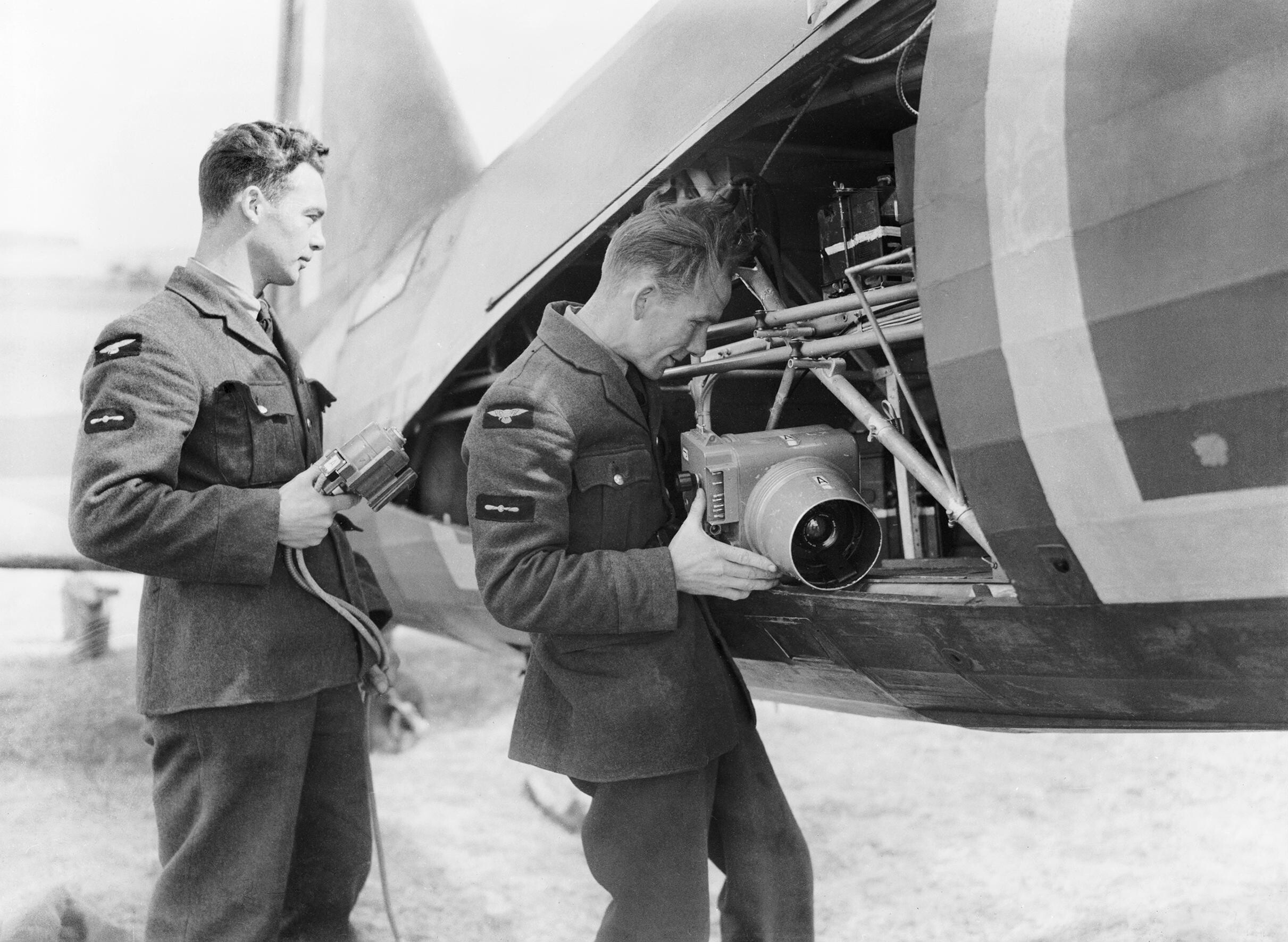
فردا طاقم أرضي تبع لسلاح الجو الملكي يثبتون كمرة في طائرة طائرة

الرَّكب الأرضي أو الطاقم الأرضي في جميع أشكال الطيران هم الأفراد الذين يقومون بخدمة الطائرات أثناء وجودها على الأرض وهذا نقيض الطاقم الجوي الطائرة الذين يديرون الطائرة أثناء الطيران. يُستخدم مصطلح الطاقم الأرضي في كل من شركات الطيران التجارية المدنية والطيران العسكري.